# Franco Sbaraglini
Franco Héctor Sbaraglini (Mar del Plata, 3 dicembre 1982) è un ex rugbista a 15 italo-argentino, rappresentante l'Italia a livello internazionale.
Tornato in Argentina dopo la fine dell'attività agonistica, dal 2016 è allenatore della formazione provinciale di Mar del Plata.

## Biografia
Oriundo italiano nativo di Mar del Plata, in Argentina, fu a Treviso dal 2003 e impiegato subito in Super 10, del quale vinse 5 edizioni; nel 2010 seguì le sorti del club in Celtic League.
Già Nazionale A, nel 2009 esordì per l'Italia nel Sei Nazioni contro la Scozia e più avanti fu chiamato per il tour in Australasia, disputando due test match contro Australia e Nuova Zelanda.
Al 2010 risale la sua ultima presenza in maglia azzurra in occasione di uno dei due test match contro il Sudafrica, programmati nel tour estivo.
L'anno successivo, a causa dell'infortunio di Tommaso D'Apice, fu chiamato in corso di torneo a integrare la rosa italiana alla Coppa del Mondo di rugby 2011 in Nuova Zelanda.
Divenuto allenatore dopo la fine dell'attività agonistica e tornato in Argentina, dal 2016 fa parte dello staff di allenatori della formazione dell'unione provinciale di Mar del Plata.

## Palmarès
- Campionati italiani: 5
Benetton Treviso: 2003-04, 2005-06, 2006-07, 2008-09, 2009-10
- Coppe Italia: 2
Benetton Treviso: 2004-05, 2009-10
- Supercoppe d'Italia: 2
Benetton Treviso: 2006, 2009